# Nissan (rzeka)

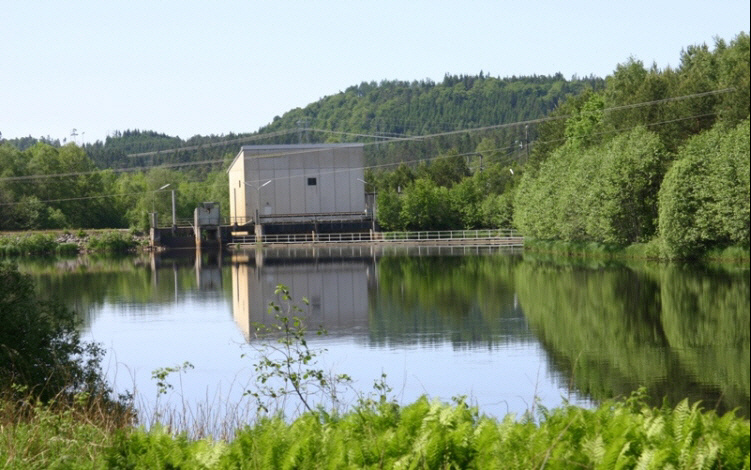
Elektrownia wodna na rzece Nissan we Fröslida

Nissan – rzeka na zachodnim wybrzeżu Szwecji, o długości ok. 186 km, uchodząca do Laholmsbukten (Kattegat) w Halmstadzie (Halland). Powierzchnia jej dorzecza, obejmującego zachodnią część prowincji historycznej Smalandia oraz środkową część Hallandu, wynosi 2685,7 km².
Jest jedną z czterech, obok Viskan, Ätran i Lagan, dużych rzek Hallandu.

## Geografia

### Przebieg rzeki
Źródła rzeki Nissan położone są ok. 300 m n.p.m. na torfowisku w okolicy Månsarp (część tätortu Taberg), kilka kilometrów na południe od Jönköping w Smalandii. Rzeka płynie przez zachodnią część Smalandii najpierw w kierunku północno-zachodnim i zachodnim, aby następnie zmienić kierunek na południowo-zachodni i kontynuować swój bieg, przepływając m.in. przez Gislaved, Smålandsstenar, Skeppshult, Hyltebruk oraz Oskarström, Åled w Hallandzie, ku ujściu do Laholmsbukten w Halmstadzie.

### Główne dopływy
Większe dopływy Nissan:
- lewe: Sennanån
- prawe: Kilaån.

### Miejscowości położone nad Nissan
Gislaved, Smålandsstenar, Skeppshult, Hyltebruk, Oskarström, Åled, Halmstad.

## Zagospodarowanie
Zlokalizowane nad rzeką Nissan elektrownie wodne mają łączną moc 52 MW i wytwarzają rocznie ok. 214,8 GWh energii elektrycznej.